# Denkmalgeschützte Objekte im Bezirk Weiz
Im Bezirk Weiz bestehen 228 denkmalgeschützte Objekte. Die unten angeführte Liste führt zu den Gemeindelisten und gibt die Anzahl der Objekte an.
| Gemeindeliste               | Objektanzahl |
| --------------------------- | ------------ |
| Albersdorf-Prebuch          | 2            |
| Anger                       | 20           |
| Birkfeld                    | 20           |
| Fischbach                   | 6            |
| Fladnitz an der Teichalm    | 7            |
| Floing                      | 0            |
| Gasen                       | 6            |
| Gersdorf an der Feistritz   | 4            |
| Gleisdorf                   | 28           |
| Gutenberg                   | 4            |
| Hofstätten an der Raab      | 0            |
| Ilztal                      | 2            |
| Ludersdorf-Wilfersdorf      | 2            |
| Markt Hartmannsdorf         | 3            |
| Miesenbach bei Birkfeld     | 6            |
| Mitterdorf an der Raab      | 4            |
| Mortantsch                  | 1            |
| Naas                        | 3            |
| Passail                     | 16           |
| Pischelsdorf am Kulm        | 7            |
| Puch bei Weiz               | 8            |
| Ratten                      | 4            |
| Rettenegg                   | 5            |
| St. Kathrein am Hauenstein  | 4            |
| Sankt Kathrein am Offenegg  | 2            |
| St. Margarethen an der Raab | 8            |
| Sankt Ruprecht an der Raab  | 14           |
| Sinabelkirchen              | 5            |
| Strallegg                   | 5            |
| Thannhausen                 | 3            |
| Weiz                        | 29           |